# Liste der Monuments historiques in Wolschwiller
Die Liste der Monuments historiques in Wolschwiller führt die Monuments historiques in der französischen Gemeinde Wolschwiller auf.

## Liste der Objekte
| Bezeichnung                          | Beschreibung                                                    | Standort                        | Kennzeichnung | Schutzstatus | Datum | Bild |
| ------------------------------------ | --------------------------------------------------------------- | ------------------------------- | ------------- | ------------ | ----- | ---- |
| Gemälde Heilige Katharina von Sienna | Ölfarbe auf Leinwand, 1784, vermutlich von Jean-Jacques Bulffer | in der Kirche St-Maurice (Lage) | PM68000594    | Classé       | 1991  |      |
| Gemälde Maria Immaculata             | Ölfarbe auf Leinwand, 1784, vermutlich von Jean-Jacques Bulffer | in der Kirche St-Maurice (Lage) | PM68000595    | Classé       | 1991  |      |
| Kreuzigungsgruppe                    | Holz, farbig gefasst und vergoldet, 18. Jahrhundert             | in der Kirche St-Maurice (Lage) | PM68001219    | Inscrit      | 1989  |      |